# 1993
1993 (MCMXCIII) byl rok, který dle gregoriánského kalendáře započal pátkem.

## Události

### Česko
- 1. ledna – Se zánikem Československa vznikly nástupnické státy Česká republika a Slovenská republika. Ve Vladislavském sále na Pražském hradě se konalo první zasedání Poslanecké sněmovny Parlamentu České republiky.
- 26. ledna – Václav Havel byl zvolen prvním prezidentem České republiky.
- 8. února – Proběhla měnová odluka, při které z původní koruny československé vznikly dvě národní měny: koruna česká a koruna slovenská. Předcházelo jí čtyřdenní období kolkování československých bankovek.
- 22. února – Česká republika se stala členem UNESCO.
- 1. března – Vstoupila v platnost dohoda o volném obchodu mezi ČR, SR, Polskem a Maďarskem.
- 24. dubna – V Temelíně se konala demonstrace asi 2 000 osob proti dostavbě zdejší jaderné elektrárny.
- 30. dubna – Ve vile Tugendhat v Brně se konalo setkání premiérů České republiky a Slovenské republiky Václava Klause a Vladimíra Mečiara týkající se dělení původního federálního majetku.
- 14.–15. května – V Nepomuku na Jižním Plzeňsku se konala při příležitosti 600. výročí mučednické smrti Sv. Jana Nepomuckého světová pouť věřících.
- 19. května – V oblasti pražské a plzeňské dráhy se konala hodinová výstražná stávka Odborového sdružení železničářů, která si kladla za cíl zvýšení mezd.
- 31. květen – Vznikla diecéze plzeňská.
- 15. června – S platností od 29. července 1993 byla základní vojenská služba zkrácena z 18 na 12 měsíců.
- 2. června – V Praze a okolí začala vysílat soukromá televizní stanice FTV Premiéra.
- 1. srpna – V platnost vstoupil zákon o protiprávnosti komunistického režimu, který zrušil promlčecí dobu u skutků z doby od 25. února 1948 do 29. prosince 1989.
- 14. října – Byla ukončena činnost Prognostického ústavu Akademie věd České republiky.
- 21. prosince – Povodí řeky Otavy postihly povodně.
- Uveden Jackpot v sazce Sportka.[1]
- Míra inflace dosáhla 20,8 %.

### Svět
- 1. ledna – Začala vysílat mnohojazyčná zpravodajská televizní stanice Euronews.
- 3. ledna – Boris Jelcin a George Bush st. v Moskvě podepsali druhou smlouvu o snižování strategických zbraní.
- 13. ledna – Zástupci několika zemí podepsali Úmluvu o chemických zbraních. Česká republika úmluvu ratifikovala o den později.
- 14. ledna – V Baltském moři u pobřeží Rujány se potopil polský trajekt Jan Heweliusz a zemřelo 55 lidí.
- 20. ledna – Bill Clinton se stal 42. prezidentem USA.
- 1. února – Byla založena nízkonákladová letecká společnost Eurowings.
- 26. února – Při bombovému útoku na Světové obchodní centrum v New Yorku zahynulo 6 lidí a přes 1 000 jich bylo zraněno.
- 27. února – Při masakru ve Štrpcích v jihovýchodní Bosně bylo zastřeleno 19 civilních obyvatel.
- 28. února– 19. dubna – 51denní „Obležení Waco“ (ve Waco v Texasu) agenty státního úřadu pro alkohol, tabák a střelné zbraně (United States Bureau of Alcohol, Tobacco, and Firearms, ATF), FBI a národní gardou USA skončilo smrtí 89 Branch Davidiánů včetně Davida Koreshe.
- 2. března – Michal Kováč se stal prvním slovenským prezidentem.
- 12. března – Při sérii bombových útoků v indické Bombaji zahynulo 257 lidí.
- 20. března – Při bombovém útoku Prozatímní irské republikánské armády zahynuly v Warringtonu hrabství Cheshire 2 děti.
- 22. března – Na návrh OSN byl 22. březen poprvé připomínán jako Světový den vody.
- 25. března – Stát Salvador začal jako první na světě slavit Den nenarozených dětí.
- 27. března – Ťiang Ce-min se stal prezidentem Čínské lidové republiky.
- 28. března – Ve francouzských parlamentních volbách zvítězila Rassemblement pour la République a premiérem se na dva roky stal Édouard Balladur.
- 8. dubna – Makedonie přijala nový název Bývalá jugoslávská republika Makedonie a stala se členem OSN.
- 23. dubna – V Eritreji se občané v referendu pod dohledem OSN rozhodli pro nezávislost země na Etiopii.
- 28. dubna – Italským premiérem se stal Carlo Azeglio Ciampi.
- 30. dubna – Tenistka Monika Selešová byla při tenisovém utkání napadena a poraněna nožem. Poté ukončila sportovní kariéru.
- 4. května – Andorra se stala parlamentní demokracií, titulárními hlavami státu zůstali francouzský prezident a španělský biskup ze Séo de Urgell, zastupováni místními zástupci.
- 13. května – Ezer Weizman se stal 7. izraelským prezidentem.
- 16. května – Süleyman Demirel byl zvolen 9. tureckým prezidentem.
- 22. května – Microsoft vydal Windows 3.1.
- 24. května – Eritrea vyhlásila nezávislost na Etiopii.
- 25. června
  - Kim Campbellová se jako první žena stala kanadskou premiérkou.
  - V Litvě byla znovuzavedena národní měna litas.
- 27. července – Společnost Microsoft vydala první verzi operačního systému Windows NT 3.1.
- 9. srpna – Albert II. se stal belgickým králem.
- 10. srpna – 15. srpna proběhly Světové dny mládeže v Denveru.
- 18. srpna – Ve švýcarském Lucernu shořel dřevěný most Kapellbrücke ze 14. století.
- 22. srpna – USA zahájily operaci Gothic Serpent v Somálsku.
- 31. srpna – Rusko dokončilo stažení své armády z Litvy.
- 9. září
  - Chorvatská armáda zahájila osmidenní operaci Medacká kapsa proti srbským separatistům v Republice Srbská Krajina.
  - V Polsku založen Biebrzanský národní park.
- 13. září – Ve Washingtonu uzavřeli Jicchak Rabin a Jásir Arafat první mírovou dohodu mezi Izraelci a Palestinci.
- 15. září – V Palermu byl mafií zavražděn katolický kněz Giuseppe Puglisi.
- 17. září – Ruská armáda dokončila svůj odchod z Polska.
- 21. září – Spory mezi ruským prezidentem Borisem Jelcienm a parlamentem vyústily v ústavní krizi a prezident rozpustil obě komory parlamentu. Při nepokojích v následujících dnech armáda ostřelovala budovu parlamentu a zhynulo nejméně 187 lidí.
- 24. září – V Kambodži byla zrušena lidová republika a obnovena monarchie. Králem se stal Norodom Sihanuk.
- 27. září – Gruzínsko-abchazský konflikt: Abchazští separatisté obsadili město Suchumi.
- 3. října – V bitvě o Mogadišu padlo 18 amerických vojáků a USA poté zastavily bojové operace a stáhly se ze Somálska.
- 4. října – Útokem armády na parlament a zatčením vůdců odporu byla ukončena ústavní krize v Rusku.
- 19. října – Bénazír Bhuttová se stala podruhé pákistánskou premiérkou.
- 26. října – V Polsku byla jmenována vláda Waldemara Pawlaka.
- 1. listopadu – Na základě Maastrichtské smlouvy vznikla z Evropského společenství Evropská unie.
- 4. listopadu – Jean Chrétien se stal 20. kanadským premiérem.
- 9. listopadu – V bosenském Mostaru byl během bojů zničen Starý most z 5. století.
- 2. prosince – Zemřel kolumbijský drogový baron Pablo Escobar.
- 12. prosince – Zemřel maďarský premiér József Antall a novým premiérem byl jmenován Péter Boross.

### Probíhající události
- Občanská válka v Kolumbii (1964–2016)
- Druhá súdánská občanská válka (1983–2005)
- Občanská válka na Srí Lance (1983–2009)
- První válka o Náhorní Karabach (1988–1994)
- Gruzínsko-abchazský konflikt (od 1989)
- Občanská válka ve Rwandě (1990–1993)
- Chorvatská válka za nezávislost (1991–1995)
- Občanská válka v Somálsku (od 1991)
- Válka v Bosně a Hercegovině (1992–1995)
- Obléhání Sarajeva (1992–1996)
- Občanská válka v Tádžikistánu (1992–1997)

## Vědy a umění
- Ze zkamenělé kosti dinosaura rodu Tyrannosaurus byla poprvé extrahována substance na bázi proteinu. Bylo tak dokázáno, že i po desítkách milionů let (v tomto případě 65 milionů let) je možné získat biologicky zachované molekuly. Podobný úspěch zaznamenali paleobiologové i v roce 2007.
- 11. června – Proběhla premiéra filmu Jurský park, který se stal na dlouho kasovně nejúspěšnějším filmem vůbec.
- 2. prosince – Z Kennedyho vesmírného střediska odstartoval raketoplán Endeavour k první servisní misi STS-61 Hubbleova vesmírného dalekohledu.

## Sport
- 1993 – Superstar Michael Jordan (30), basketbalista Chicago Bulls, na tiskové konferenci dnes oznámil svůj odchod z aktivního profesionálního sportu.

## Nobelova cena
- Nobelova cena za fyziku – Russell Alan Hulse, Joseph Hooton Taylor
- Nobelova cena za chemii – Kary Mullis, Michael Smith
- Nobelova cena za fyziologii a lékařství – Richard John Roberts, Phillip A. Sharp
- Nobelova cena za literaturu – Toni Morrisonová
- Nobelova cena za mír – Nelson Mandela, Frederik Willem de Klerk
- Nobelova pamětní cena za ekonomii – Robert Fogel, Douglass North

## Narození

### Česko

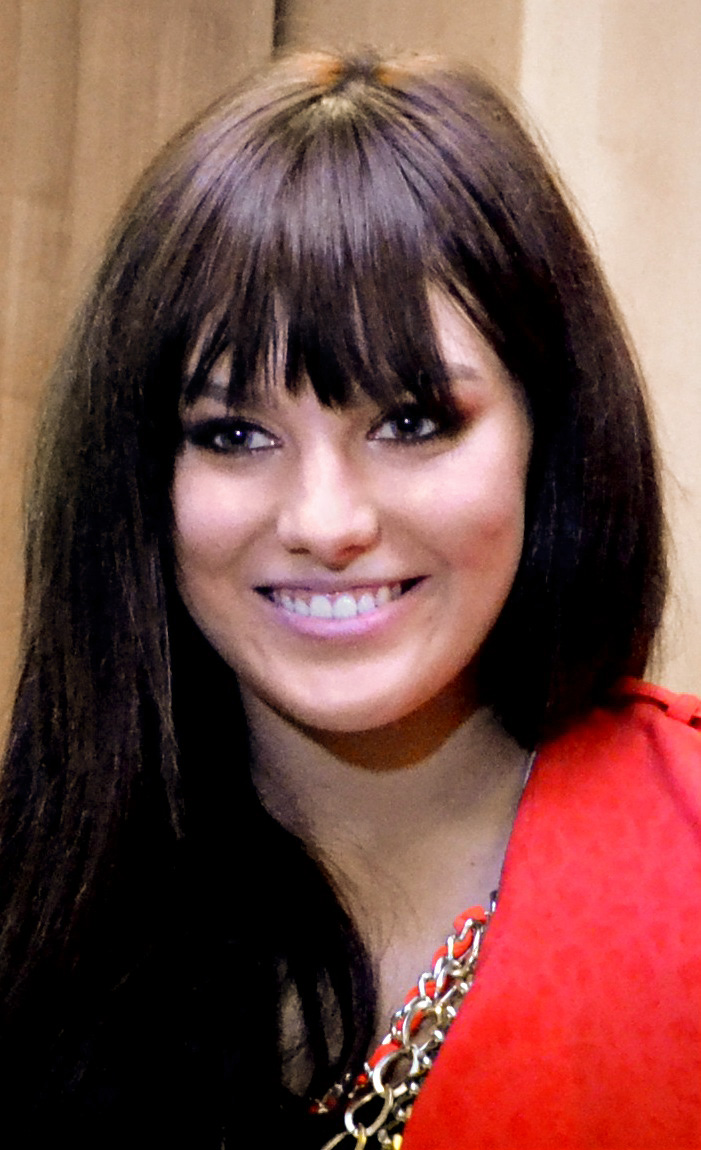
Ewa Farna (* 12. srpna)

- 01. února – Lucie Charvátová, biatlonistka
- 05. února – Adam Ondra, sportovní lezec a horolezec
- 12. února – Lukáš Masopust, fotbalista
- 25. února – Lukáš Sedlák, lední hokejista
- 03. března – Josef Dostál, rychlostní kanoista
- 08. března – Radek Juška, atlet, skokan do dálky
- 23. března – Tomáš Hyka, hokejový útočník
- 29. března – Patrik Bartošák, hokejový brankář
- 26. dubna – Schyzo, rapper
- 28. dubna – Eva Adamczyková, snowboardistka
- 30. dubna – Martin Fuksa, rychlostní kanoista
- 11. května – Josef Černý, silniční cyklista
- 15. května – Tomáš Kalas, fotbalista
- 18. května – Jiří Prskavec, vodní slalomář
- 23. června – Eliška Krupnová, florbalistka
- 27. června – Gabriela Gunčíková, zpěvačka
- 10. července – Jiří Veselý, tenista
- 15. července – Natálie Kubištová, zpěvačka
- 22. července – Eva Burešová, zpěvačka a herečka
- 05. srpna – Petangames, let's player, youtuber a streamer
- 06. srpna – Andrea Kossányiová, volejbalistka
- 12. srpna – Ewa Farna, zpěvačka
- 15. srpna – Viktor Sheen, rapper
- 17. srpna
  - Martin Foltýn, fotbalový záložník
  - Petra Nováková, běžkyně na lyžích
- 19. srpna – Nik Tendo, rapper
- 10. září – Tereza Petržilková, atletka, sprinterka
- 25. září – Lenny, zpěvačka, textařka a hudební skladatelka
- 05. října – Jan Jirka, atlet, sprinter
- 06. listopadu – Lucie Kovandová, modelka a Česká Miss 2013
- 12. listopadu – Tomáš Hertl, lední hokejista
- 21. listopadu – Patrik Šorm, atlet, sprinter
- 20. prosince – Klára Cahynová, fotbalistka
- 25. prosince – Gabriela Franková, modelka a Česká Miss 2014

### Svět
- 01. ledna – Sifan Hassanová, etiopsko-nizozemská atletka, běžkyně na středních a dlouhých tratích
- 05. ledna
  - Jolanda Neffová, švýcarská cyklistka
  - Elijah Manangoi keňský běžec na 1500 metrů
- 07. ledna – Jan Oblak, slovinský fotbalista
- 8. ledna – William Karlsson, švédský lední hokejista
- 09. ledna – Katarina Johnsonová-Thompsonová, britská atletka, vícebojařka
- 12. ledna – Zayn Malik, bývalý člen britsko-irské chlapecké hudební skupiny One Direction
- 13. ledna – Max Whitlock, anglický gymnasta
- 14. ledna – Marija Lasickeneová, ruská skokanka do výškyAriana Grande (* 26. června)

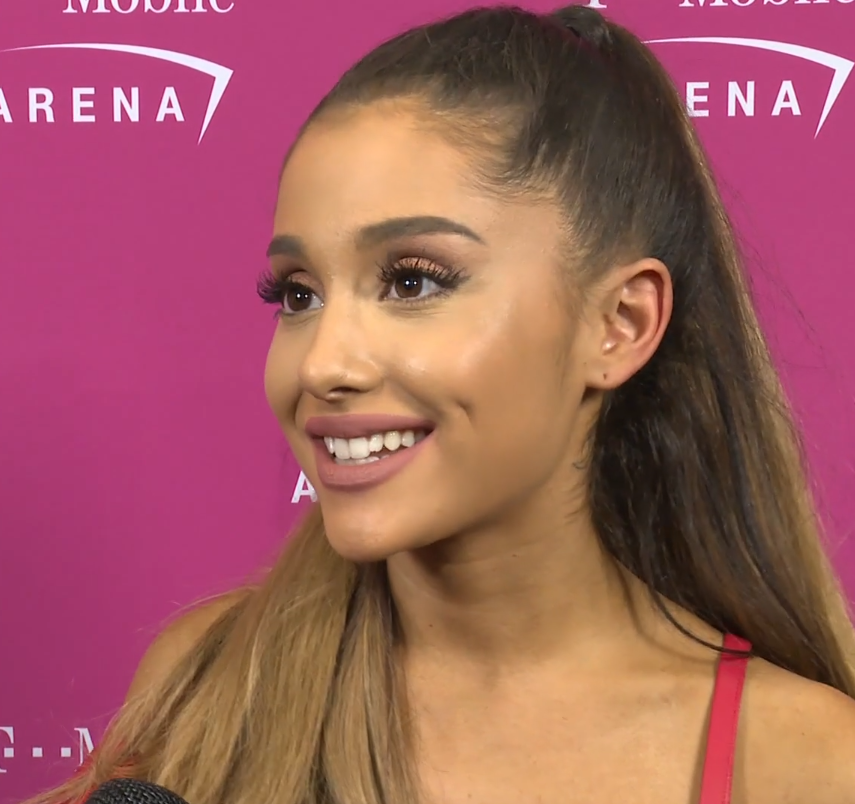
Ariana Grande (* 26. června)

- 16. ledna – Magnus Cort, dánský silniční cyklista
- 22. ledna – Marcin Dzieński, polský sportovní lezec
- 26. ledna – Peter Čerešňák, slovenský lední hokejista
- 28. ledna – Will Poulter, britský herec
- 29. ledna – Tiago Fernandes, profesionální brazilský tenisový hráč
- 02. února – María Ólafsdóttir, islandská zpěvačka
- 04. února – Anouk Vetterová, nizozemská atletka, vícebojařka
- 05. února – Chasson Randle, americký basketbalista
- 6. února – Kim Po-rum, jihokorejská rychlobruslařka
- 11. února – Karl Geiger, německý skokan na lyžích
- 12. února
  - Anaïs Chevalierová-Bouchetová, francouzská biatlonistka
  - Jennifer Stone, americká herečka
- 13. února – Philipp Nawrath, německý biatlonista
- 16. února – Fanny Gibert, francouzská sportovní lezkyně
- 17. února – Marc Márquez, španělský profesionální motocyklový závodník
- 19. února – Victoria Justice, americká zpěvačka a herečka
- 26. února – Kótaró Macušima, japonský ragbista
- 28. února – Emmelie de Forest, dánská zpěvačka
- 01. března – Roman Rees, německý biatlonista
- 3. března – Antonio Rüdiger, německý fotbalista
- 04. března – Bobbi Kristina Brown, americká zpěvačka († 26. července 2015)
- 05. března
  - Frederico Rodrigues Santos, brazilský fotbalista
  - Letitia de Jongová, nizozemská rychlobruslařka
- 09. března – Suga, jihokorejský rapper
- 10. března – Nadja Muradová, jezídská lidskoprávní aktivistka, nositelka Nobelovy ceny míru
- 11. března – Anthony Davis, americký basketbalista
- 13. března – Simen Hegstad Krüger, norský běžec na lyžích
- 15. března – Paul Pogba, francouzský fotbalista
- 16. března – George Ford, anglický ragbista
- 19. března – Henry Slade, anglický ragbista
- 20. března – Sloane Stephensová, americká tenistka
- 26. března – Johannes Vetter, německý atlet, oštěpař
- 28. března – Nikita Něstěrov, ruský hokejista
- 2. dubna – Keshorn Walcott, trinidadskotobažský oštěpař
- 11. dubna – Martin Gernát, slovenský hokejista
- 20. dubna – Filip Ingebrigtsen, norský atlet, běžec na středních tratích
- 25. dubna – Josh van der Flier, irský ragbista
- 26. dubna – Tommaso Allan, italský ragbista
- 05. května – Francine Niyonsabaová, burundská běžkyně středních tratích
- 06. května – Naomi Scott, britská herečka
- 10. května – Tímea Babosová, maďarská tenistka
- 11. května – Charles Ollivon, francouzský ragbista
- 12. května – Hilde Fenneová, norská biatlonistka
- 13. května
  - Stefan Kraft, rakouský skokan na lyžích
  - Debby Ryanová, americká herečka a zpěvačka
  - Romelu Lukaku, belgický fotbalista
- 14. května – Kristina Mladenovicová, francouzská tenistka
- 16. května – Johannes Thingnes Bø, norský biatlonista
- 19. května
  - Tess Westerová, nizozemská házenkářka
  - Connor Hellebuyck, americký lední hokejový brankář
- 29. května
  - Richard Carapaz, ekvádorský silniční cyklista
  - Jana Čepelová, slovenská tenistka
- 04. června
  - Maggie Steffensová, americká vodní pólistka
  - Jonathan Huberdeau, kanadský lední hokejista
- 06. června – Frida Gustavsson, švédská modelka
- 07. června – George Ezra, britský zpěvák, textař a hudební skladatel
- 8. června – Ashley Spencerová, americká běžkyně na 400 metrů
- 12. června – Robbie Henshaw, irský ragbista
- 13. června
  - Denis Ten, kazachstánský krasobruslař († 19. července 2018)
  - Thomas Partey, ghanský fotbalista
- 17. června – Nikita Kučerov, ruský lední hokejista
- 21. června – Dylan Groenewegen, nizozemský silniční cyklista
- 26. června – Ariana Grande, americká zpěvačka
- 30. června – Pedro Pichardo, portugalský atlet, trojskokan
- 04. července – Mate Pavić, chorvatský tenista
- 07. července – Ivan Spicyn, ruský horolezec
- 08. července – Angelica Bengtssonová, švédská tyčkařka
- 11. července – Jordan Binnington, kanadský lední hokejový brankář
- 18. července – Pablo Matera, argentinský ragbista
- 21. července – Viktor Nemeš, srbský řeckořímský zápasník
- 26. července
  - Taylor Momsen, americká herečka a zpěvačka
  - Elizabeth Gillies, americká herečka
- 28. července – Harry Kane, anglický fotbalista
- 30. července – Alessandro Hämmerle, rakouský snowboardista
- 8. srpna – Marcello Bombardi, italský sportovní lezec
- 12. srpna – Alexander Megos, německý sportovní lezec
- 13. srpna – Johnny Gaudreau, americký lední hokejista († 29. srpna 2024)
- 17. srpna – Sarah Sjöströmová, švédská plavkyně
- 22. srpna – Laura Dahlmeierová, německá biatlonistka († 28. července 2025)
- 29. srpna – Liam Payne, člen britsko-irské světově známé chlapecké skupiny One Direction († 16. října 2024)
- 03. září – Dominic Thiem, rakouský tenista
- 04. září
  - Yannick Carrasco, belgický fotbalista
  - Aslan Karacev, ruský tenista
- 06. září – Jack Haig, australský silniční cyklista
- 13. září – Niall Horan, člen britsko-irské světově známé chlapecké hudební skupiny One Direction
- 15. září
  - Cyril Baille, francouzský ragbista
  - Dennis Schröder, německý basketbalista
- 18. září – Max Rudigier, rakouský sportovní lezec
- 21. září – Jacob Mourujärvi, švédský profesionální hráč
- 27. září – Samu Kerevi, australský ragbista
- 06. října – Adam Gemili, britský atlet, sprinter
- 08. října
  - Garbiñe Muguruzaová, španělská tenistka
  - Barbara Palvinová, maďarská modelka
- 09. října – Niccolò Bonifazio, italský silniční cyklista, Chasan Chalmurzajev ruský judista
- 11. října – Brandon Flynn, americký herec
- 14. října – Ardie Savea novozélandský ragbista
- 16. října – Caroline Garciaová, francouzská tenistka
- 21. října – Käärijä, finský rapper
- 22. října – Omer Adam, izraelský zpěvák
- 25. října – Mia Goth, britská herečka
- 28. října
  - Janez Svoljšak, slovinský horolezec
  - Cheslin Kolbe, jihoafrický ragbista
- 29. října
  - Tarek Abdulsalam, egyptský zápasník
  - Julián Montoya, argentinský ragbista
- 03. listopadu – Martina Trevisanová, italská tenistka
- 09. listopadu – Patrik Rybár, slovenský hokejový brankář
- 20. listopadu – Scott Barrett novozélandský ragbista
- 22. listopadu – Marc Soler, španělský silniční cyklista
- 28. listopadu – Lukhanyo Am, jihoafrický ragbista
- 08. prosince – AnnaSophia Robbová, americká herečka
- 9. prosince – UJ Seuteni, samojský ragbista
- 13. prosince – Hélène Janicot, francouzská sportovní lezkyně
- 16. prosince
  - Lisa Theresa Hauserová, rakouská biatlonistka
  - Thiago Braz da Silva, brazilský atlet, tyčkař
- 20. prosince – Austin Falk, americký herec, Jana Jegorjanová ruská šermířka
- 22. prosince – Meghan Trainorová, americká zpěvačka
- 27. prosince – Olivia Cooke, britská herečka
- 30. prosince – Ager Aketxe, španělský fotbalista
- ? – Jure Raztresen, slovinský sportovní lezec

## Úmrtí

### Česko

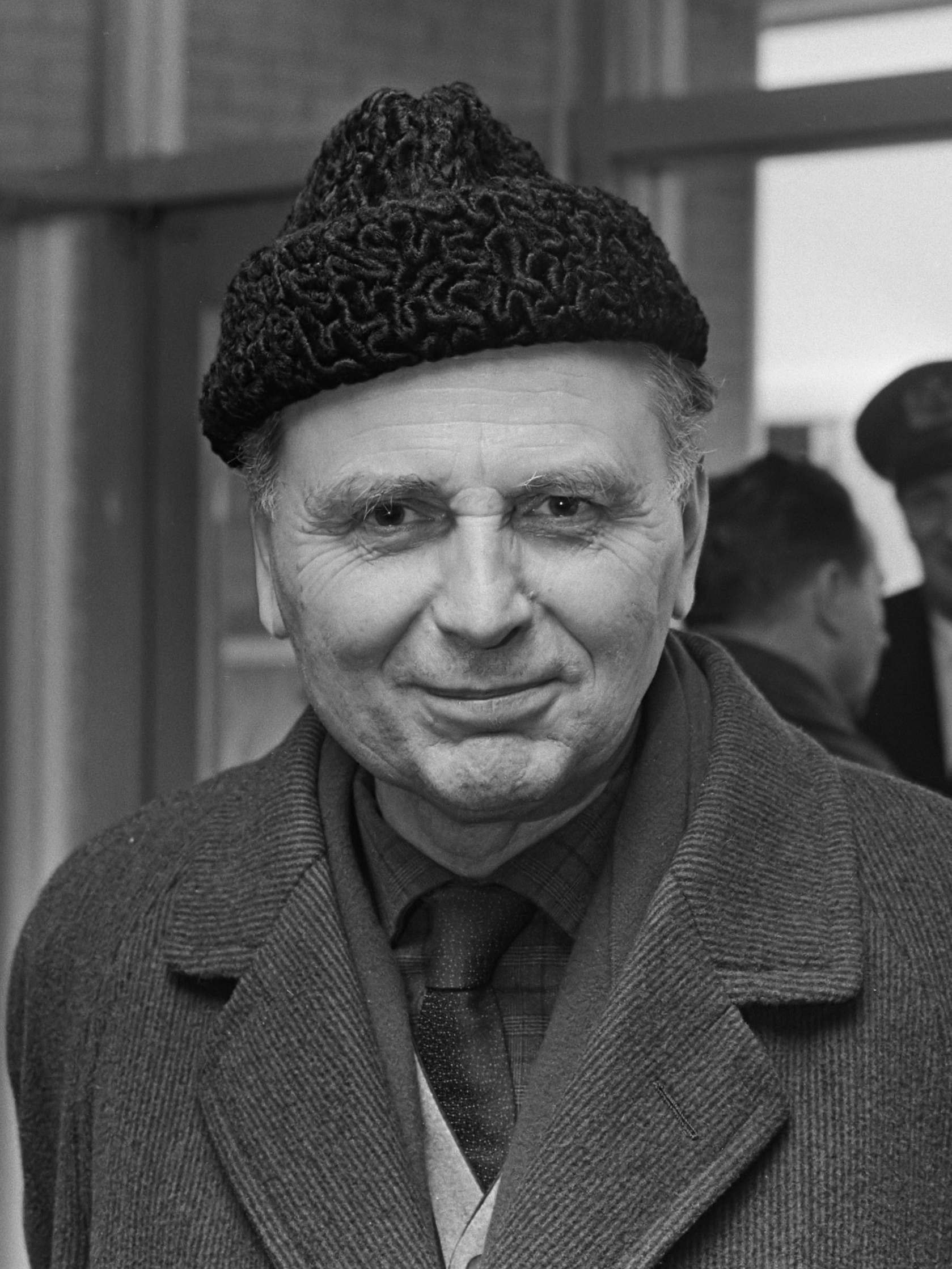
Elmar Klos († 19. července; režisér)

- 01. ledna – Hugo Laitner, zakladatel kladenského hokeje, fotbalový záložník a tenista (* 16. ledna 1901)
- 13. ledna – Jaroslav Vaniš, historik (* 12. dubna 1923)
- 14. ledna – Ladislav Emil Berka, novinář a fotograf (* 9. září 1907)
- 18. ledna – Václav Šprungl, malíř a grafik (* 1. listopadu 1926)
- 31. ledna – Sáva Šabouk, historik umění (* 12. ledna 1933)
- 07. února – Radek Pilař, malíř, grafik a ilustrátor (* 23. dubna 1931)
- 10. února
  - Zdeněk Chotěnovský, malíř, ilustrátor, grafik a scénograf (* 5. září 1929)
  - Jan Grossman, divadelní dramaturg a režisér (* 22. května 1925)
- 16. února – Vladimír Denkstein, historik umění (* 3. února 1906)
- 19. února – Josef Rudolf Winkler, zoolog, entomolog (* 13. března 1930)
- 22. února – Miloslav Troup, malíř (* 30. června 1917)
- 06. března – Václav Davídek, historik (* 23. dubna 1913)
- 20. března – Ivan Hrbek, orientalista, historik a překladatel z arabštiny (* 2. června 1923)
- 10. dubna – Vlastimil Fiala, historik umění a překladatel (* 28. dubna 1920)
- 12. dubna
  - Alena Kreuzmannová, herečka (* 15. října 1929)
  - Emil Synek, spisovatel (* 7. září 1903)
- 15. dubna – Jaromír Kincl, profesor Právnické fakulty Univerzity Karlovy (* 30. května 1926)
- 25. dubna – Robert Vrchota, herec (* 13. ledna 1920)
- 03. května
  - Jiří Pavlík, malíř, ilustrátor a grafik (* 1. března 1939)
  - Hermína Týrlová, scenáristka, režisérka a animátorka (* 11. prosince 1900)
- 04. května – Marie Eliška Pretschnerová, řeholnice (* 26. září 1911)
- 12. května – Jiří Bulis, hudebník, skladatel a klavírista (* 3. října 1946)
- 15. května – Marie Rosůlková, herečka (* 17. prosince 1901)
- 19. května – Jiří Procházka, scenárista, prozaik, dramatik a dramaturg (* 20. dubna 1925)
- 21. května – Jánuš Kubíček, malíř (* 5. prosince 1921)
- 29. května – Emanuel Komínek, geolog (* 28. listopadu 1929)
- 01. června – Vladimír Krajina, vědec, pedagog a politik (* 30. ledna 1905)
- 11. června – Karel Effa, herec (* 23. května 1922)
- 23. června – Zdeněk Kopal, astronom (* 4. dubna 1914)
- 25. června
  - Alois Sopr, sochař a medailer (* 18. března 1913)
  - Miroslav Klega, hudební skladatel a pedagog (* 6. března 1926)
- 30. června – Jiří Prádler, sochař (* 24. dubna 1929)
- 15. července – Svatopluk Pitra, grafik, malíř, výtvarník animovaných filmů (* 9. března 1923)
- 19. července – Elmar Klos, režisér a scenárista (* 26. ledna 1910)
- 10. srpna – Eva Olmerová, zpěvačka (* 21. ledna 1934)
- 14. srpna – Jiří Adamíra, herec (* 2. dubna 1926)
- 19. srpna – Josef Böhm, geodet a kartograf (* 21. srpna 1907)
- 21. srpna – Zdeněk Kvíz, astronom a fyzik (* 4. března 1932)
- 24. srpna – Vladimír Slánský, vojenský pilot (* 30. července 1913)
- 28. srpna – Antonín Jedlička, herec (* 18. února 1923)
- 08. září – Quido Záruba, stavební inženýr, geolog (* 18. června 1899)
- 10. září – Josef Odložil, atlet-běžec, držitel stříbrné olympijské medaile (* 11. listopadu 1938)
- 11. září
  - Miroslav Šmíd, horolezec (* 11. května 1952)
  - Jan Bartůšek, reportážní fotograf (* 28. února 1935)
- 12. září – Emerich Gabzdyl, tanečník a choreograf (* 20. července 1908)
- 13. září – Pavel Kouba, fotbalový reprezentant (* 1. září 1938)
- 16. září
  - František Jílek, dirigent, klavírista a skladatel (* 22. května 1913)
  - Mlhoš Kafka, hudební skladatel a rozhlasový redaktor (* 28. prosince 1928)
- 21. září – František Kotalík, teolog (* 13. září 1917)
- 29. září – Václav Zralý, architekt (* 12. srpna 1906)
- 05. října – Radomír Kolář, malíř (* 19. srpna 1924)
- 06. října – Ludmila Pelikánová, herečka a recitátorka (* 8. září 1915)
- 10. října – Ota Sklenčka, herec (* 19. prosince 1920)
- 13. října – Petr Škvor, houslový sólista a dirigent (* 12. března 1948)
- 14. října – Lída Plachá, herečka (* 24. listopadu 1921)
- 16. října – Jindřich Fairaizl, publicista a režisér, spisovatel (* 14. června 1934)
- 18. října – Otto Slabý, lékař, histolog, embryolog a entomolog (* 26. května 1913)
- 22. října – Jiří Hájek, právník a politik (* 6. června 1913)
- 26. října – František Filipovský, herec (* 23. září 1907)
- 29. října – Zdeněk Podskalský, filmový režisér (* 18. února 1923)
- 02. listopadu – Jiří Faltus, umělecký knihař (* 11. března 1911)
- 24. listopadu – Vladimír Kubáč, profesor a děkan Husitské teologické fakulty Univerzity Karlovy (* 14. dubna 1929)
- 30. listopadu – Imrich Erös, voják a příslušník výsadku Courier-5 (* 10. února 1918)
- 06. prosince – Anna Hřebřinová, sportovní gymnastka, stříbrné medaile OH 1936 (* 11. listopadu 1908)
- 10. prosince – Heřman Josef Tyl, opat kláštera Teplá (* 31. července 1914)
- 15. prosince – Arnošt Kubeša, valašský národopisec a sběratel lidových písní (* 26. ledna 1905)
- 18. prosince – Vladimír Hawlík, varhaník a skladatel (* 29. března 1911)
- 22. prosince – Vilma Vrbová-Kotrbová, malířka (* 14. října 1905)
- 30. prosince – Rita Klímová, ekonomka, disidentka a diplomatka (* 10. prosince 1931)
- 0?
  - Jiří František Novák, hudební skladatel a pedagog (* 15. srpna 1913)
  - Eduard Smutný, konstruktér počítačů a mikropočítačů (* 6. února 1944)

### Svět

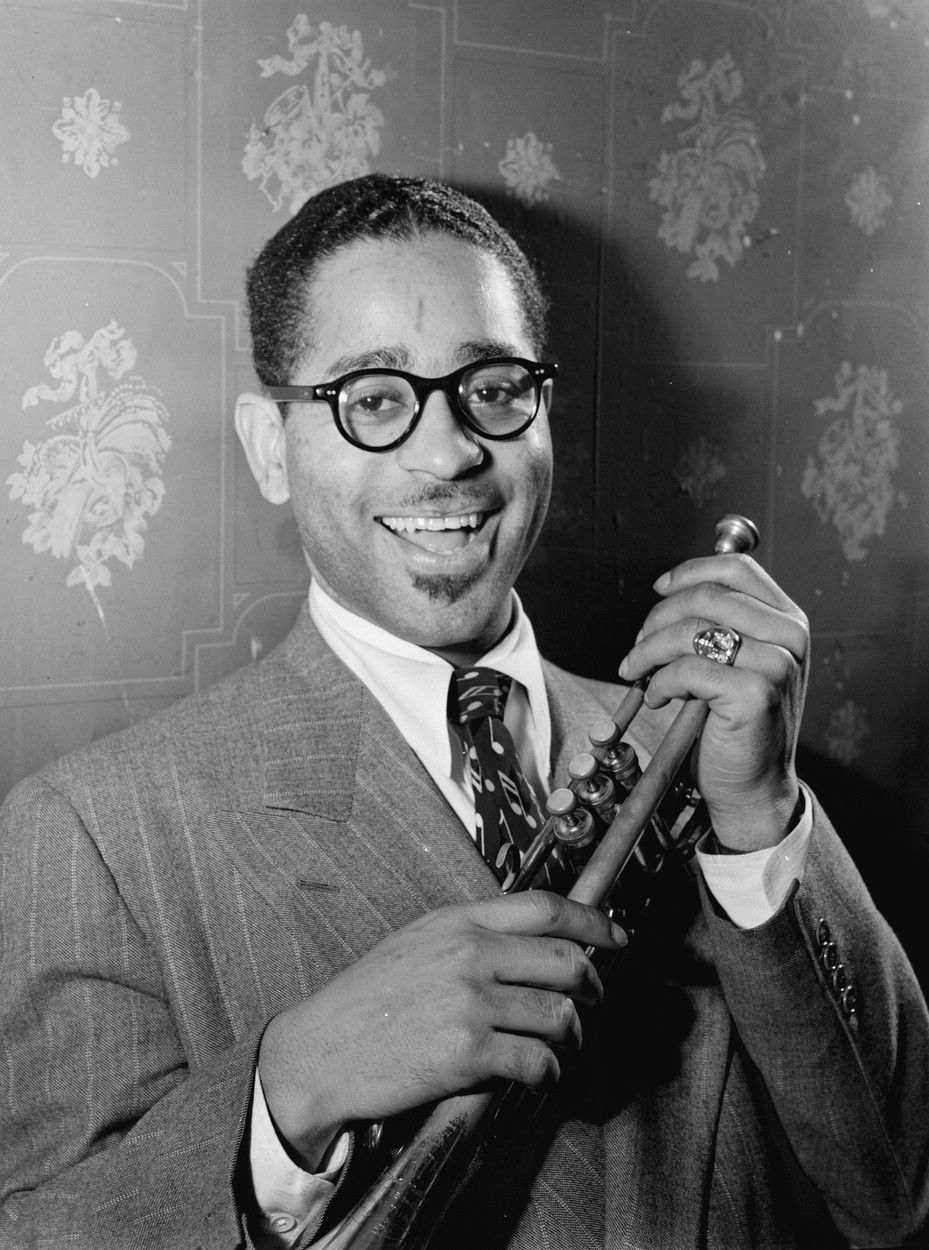
Dizzy Gillespie († 6. ledna)

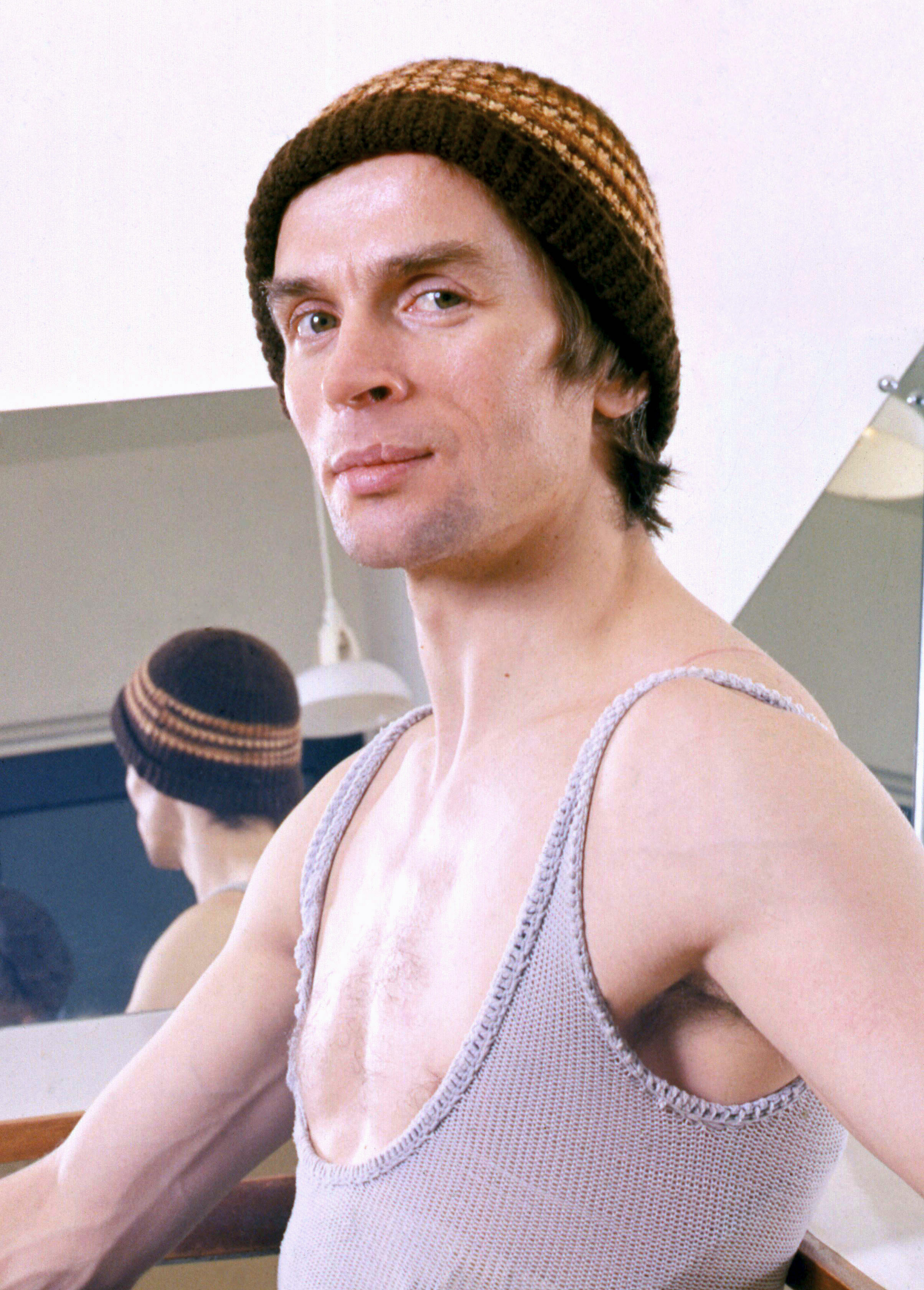
Rudolf Nurejev († 6. ledna)

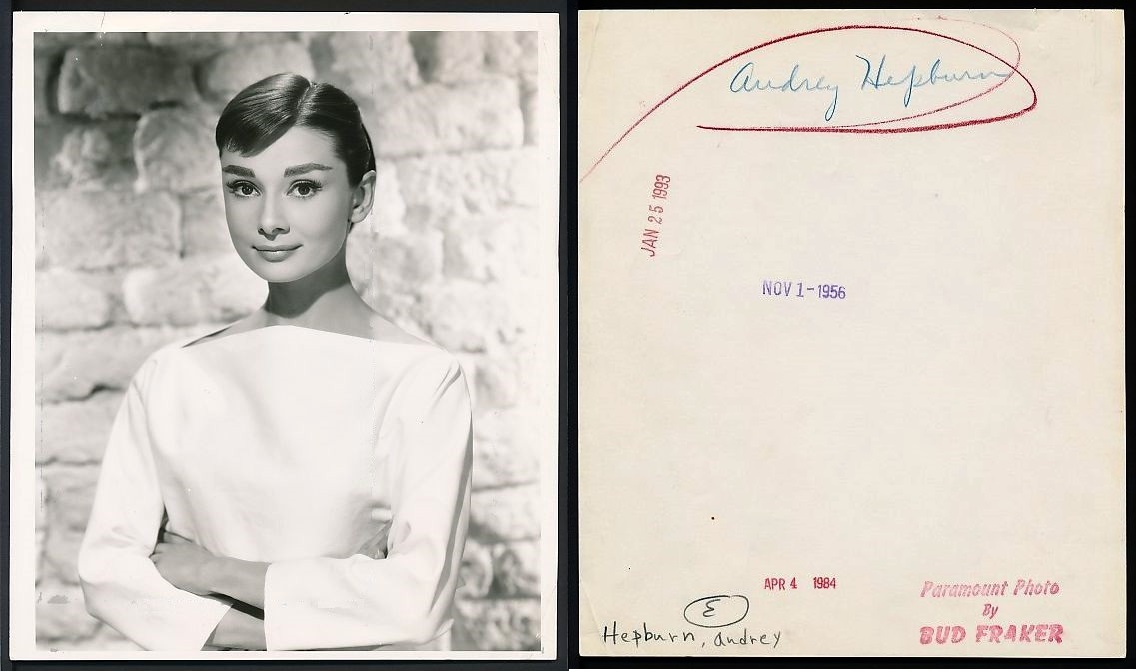
Audrey Hepburnová († 20. ledna)

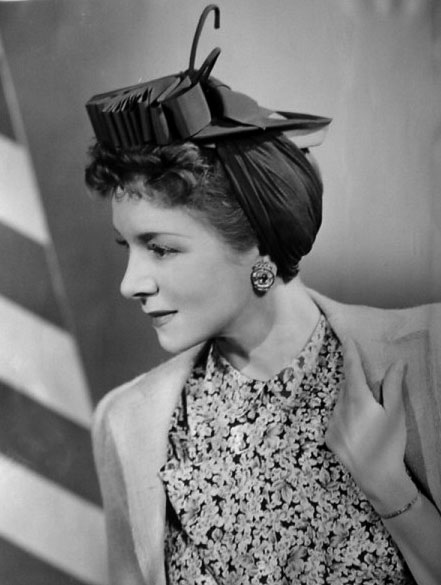
Helen Hayes († 17. března)

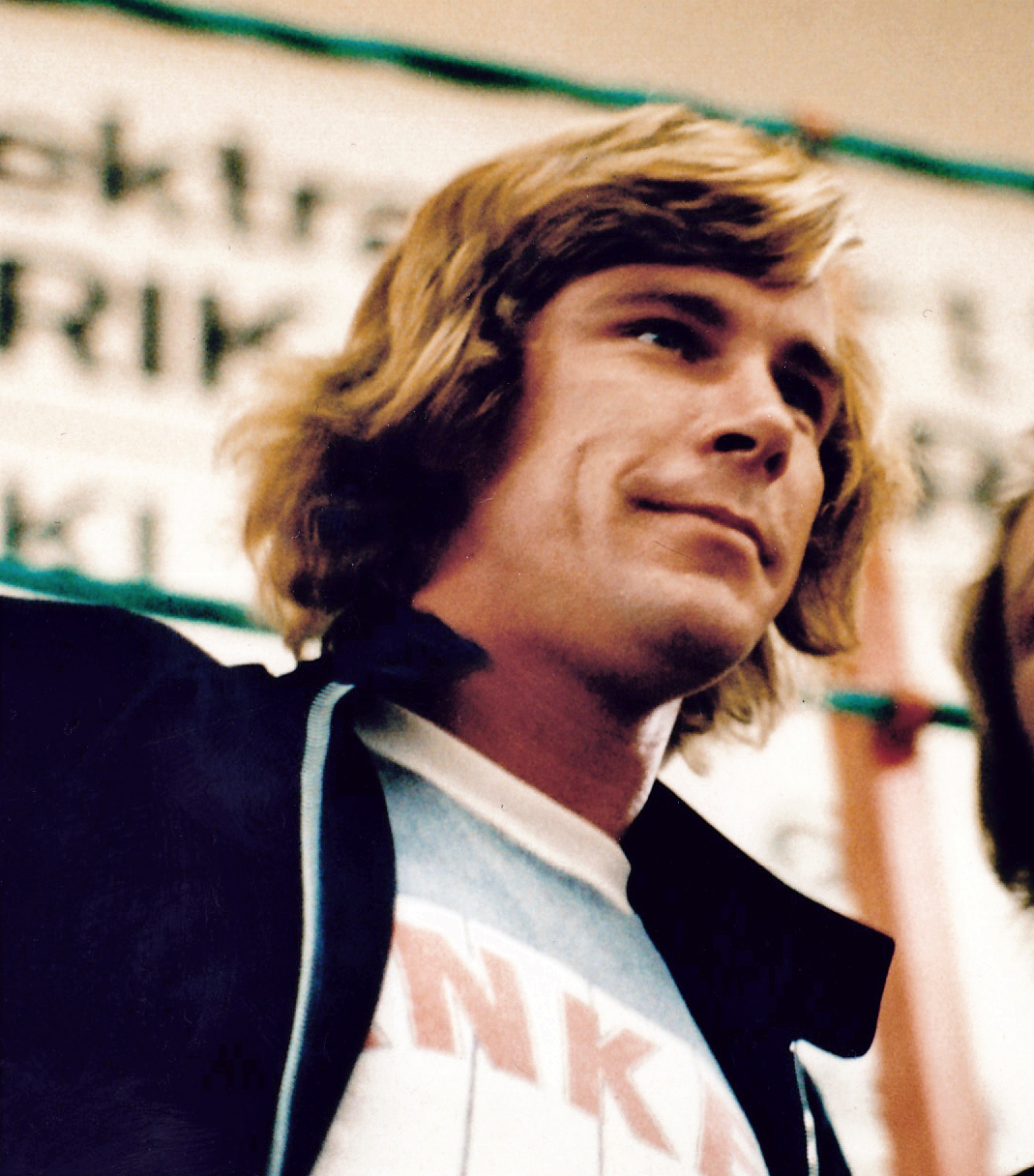
James Hunt († 15. června)

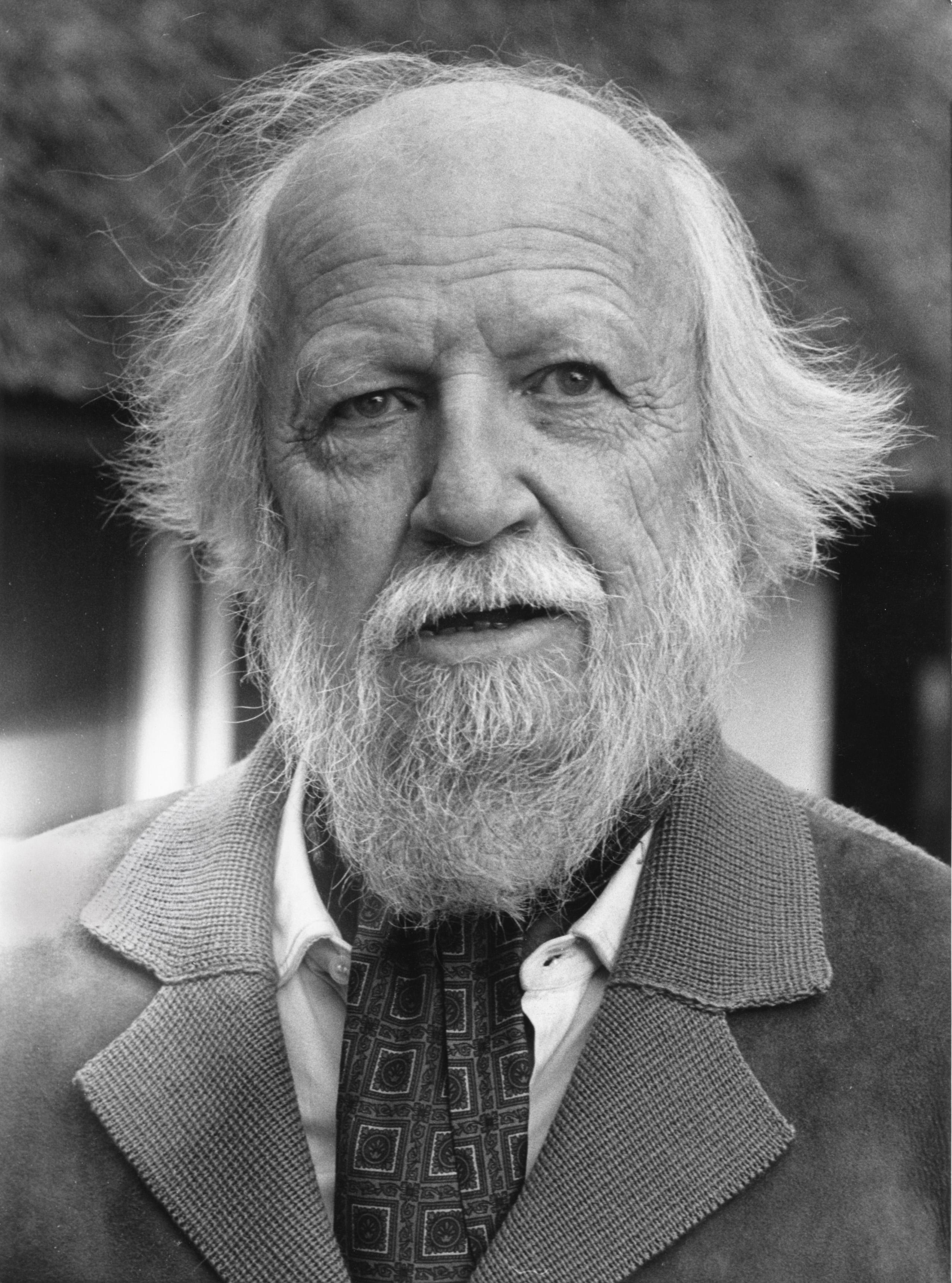
William Golding († 19. června)

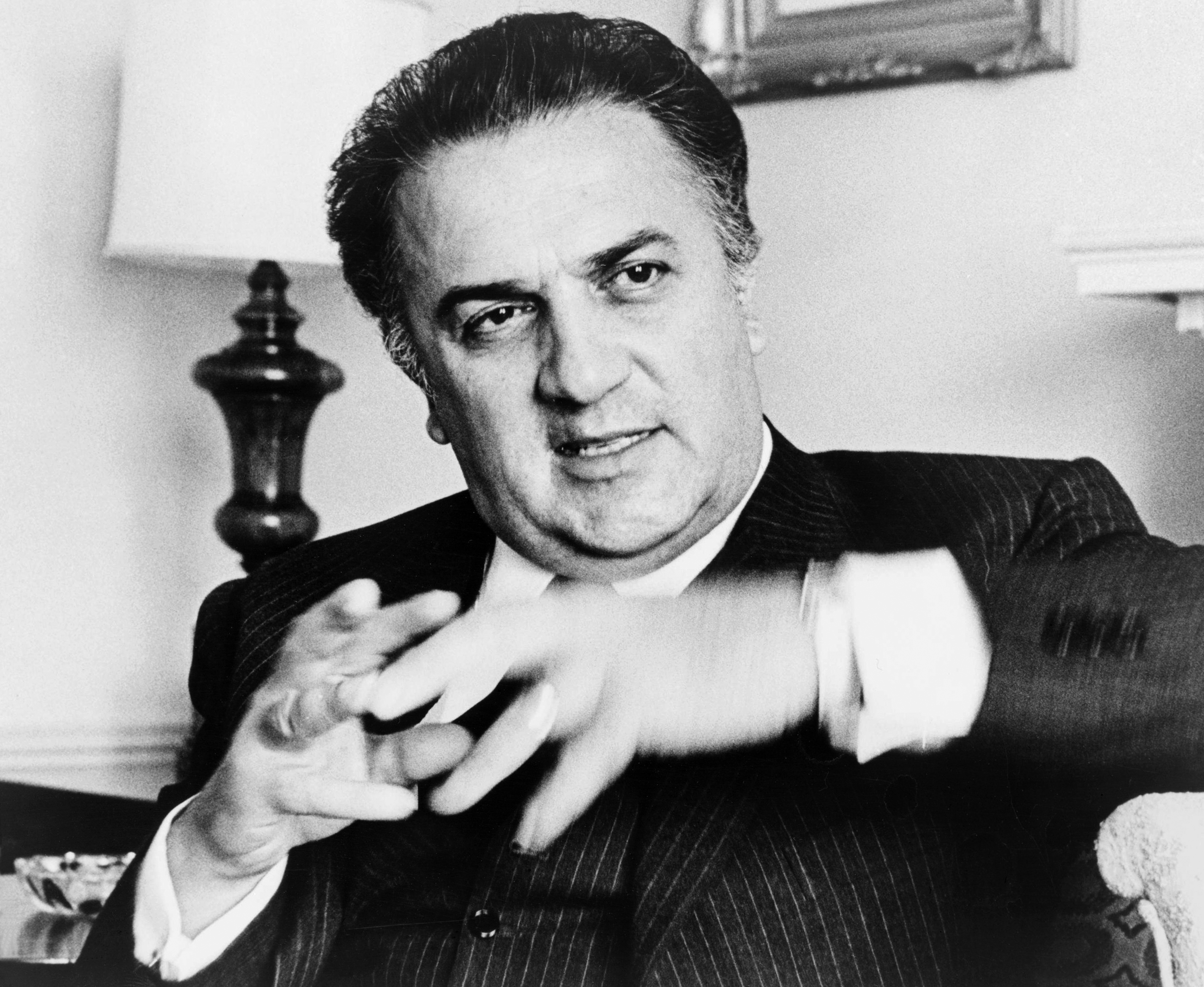
Federico Fellini († 31. října)

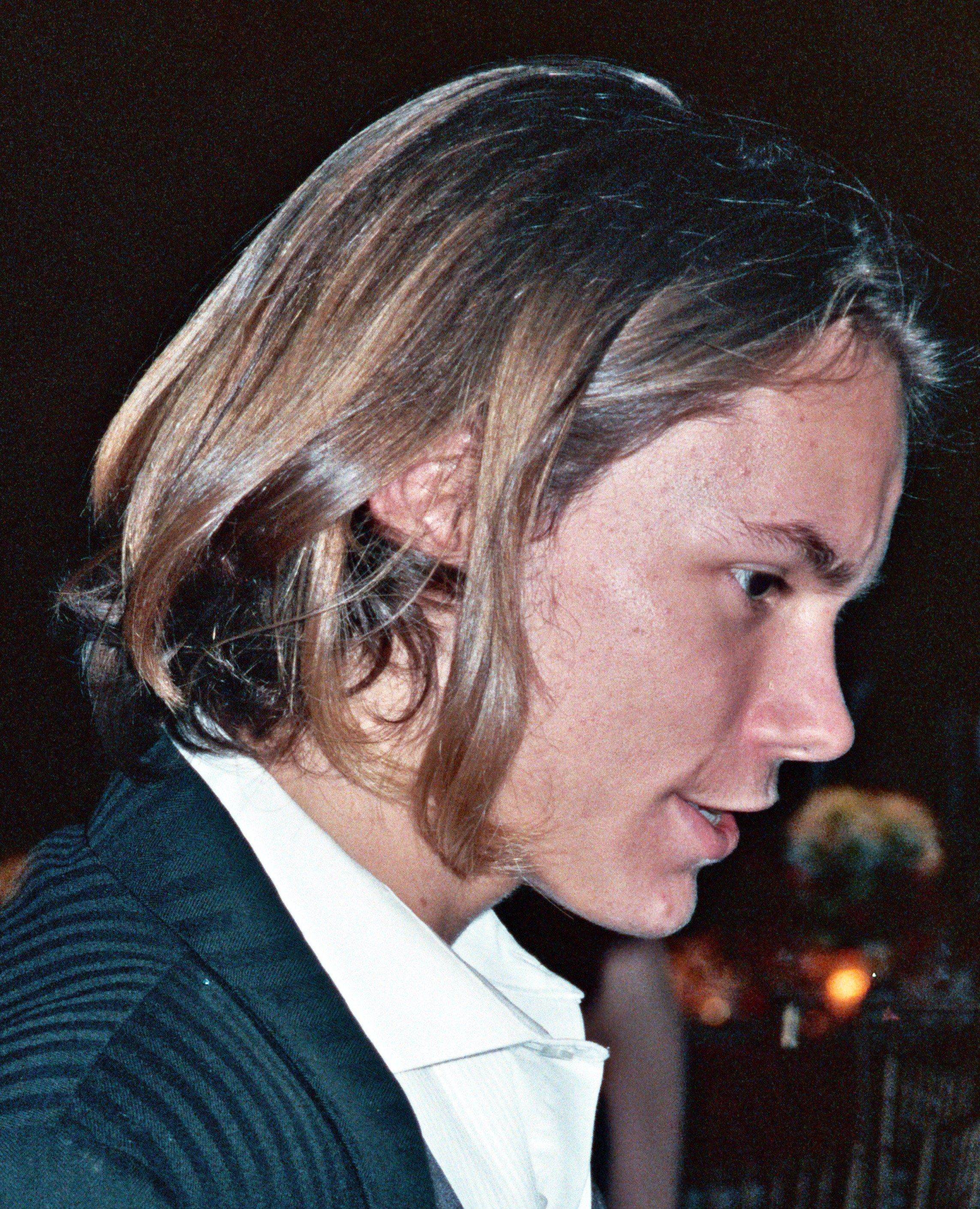
River Phoenix († 31. října)

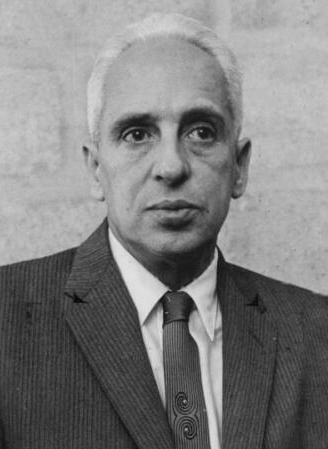
Severo Ochoa († 1. listopadu)

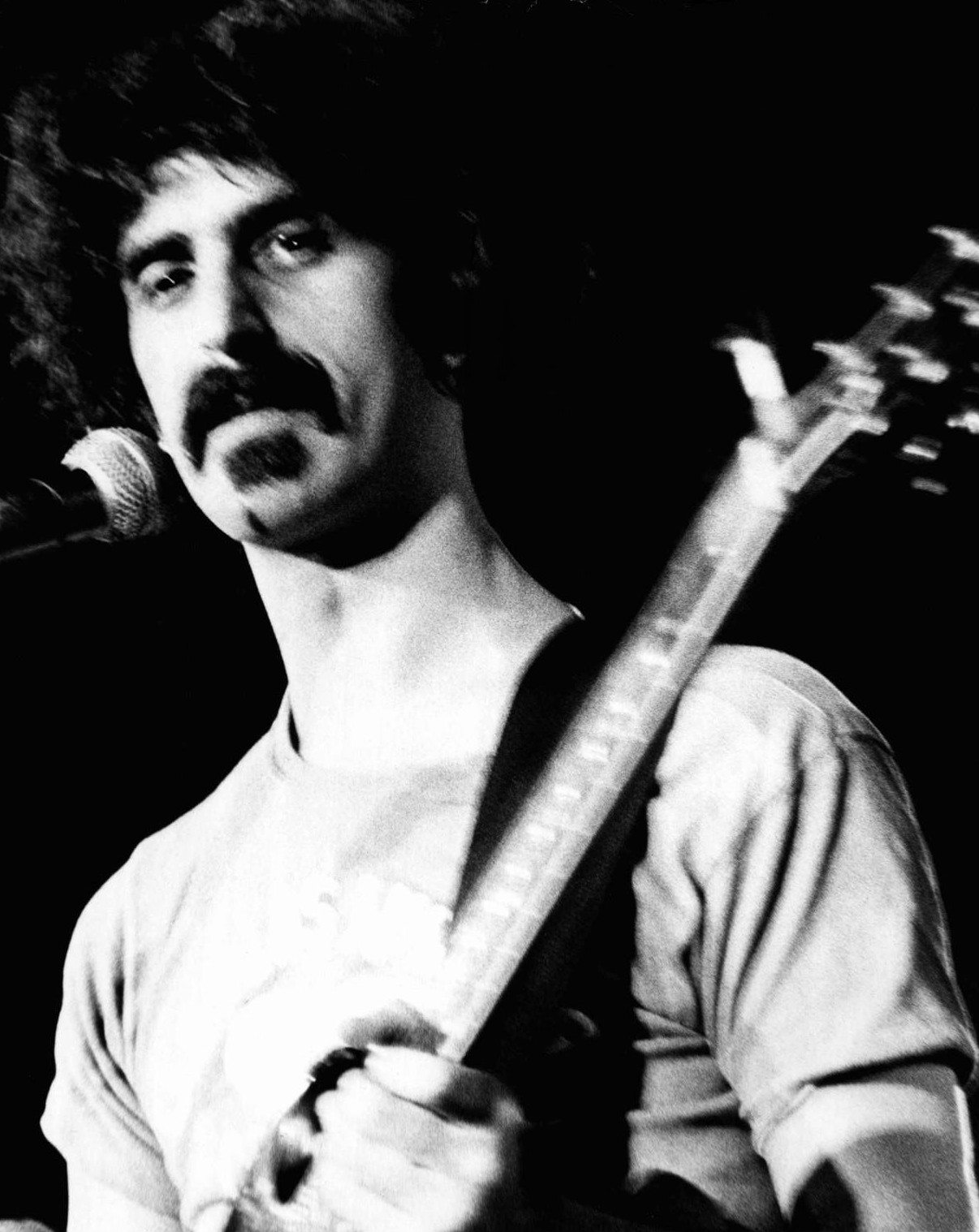
Frank Zappa († 4. prosince)

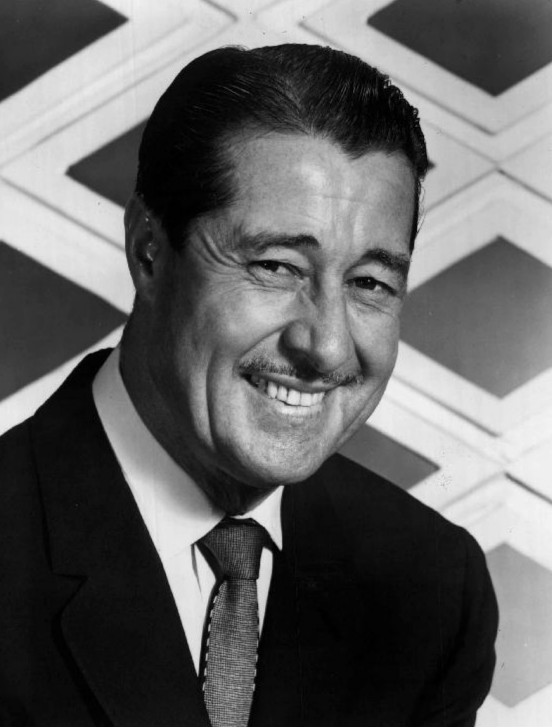
Don Ameche († 6. prosince)

- 02. ledna – Rudi Supek, chorvatský sociolog (* 8. dubna 1913)
- 05. ledna – Vojtěch Budinský-Krička, slovenský archeolog (* 24. července 1903)
- 06. ledna
  - Rudolf Nurejev, ruský tanečník (* 17. března 1938)
  - Dizzy Gillespie, americký jazzový trumpetista, kapelník, zpěvák a skladatel (* 21. října 1917)
- 09. ledna – Hans Loewald, americký psychoanalytik (* 19. ledna 1906)
- 12. ledna – Józef Czapski, polský malíř a spisovatel (* 3. dubna 1896)
- 13. ledna
  - Hugh Walters, britský spisovatel sci-fi (* 15. června 1910)
  - René Pleven, premiér Francie (* 15. dubna 1901)
- 14. ledna – Anton Špiesz, slovenský historik (* 21. září 1930)
- 20. ledna – Audrey Hepburnová, americká herečka (* 4. května 1929)
- 21. ledna – Leo Löwenthal, americký sociolog (* 3. listopadu 1900)
- 22. ledna – Kóbó Abe, japonský spisovatel (* 7. března 1924)
- 24. ledna – Assunta Rakousko-Toskánská, rakouská arcivévodkyně a toskánská princezna (* 10. srpna 1902)
- 30. ledna – Alexandra Řecká a Dánská, manželka posledního jugoslávského krále, Petra II. (* 25. března 1921)
- 31. ledna – Alfred T. Palmer, americký filmař a válečný fotograf (* 17. března 1906)
- 05. února – Hans Jonas, židovský filosof německého původu (* 10. května 1903)
- 06. února – Arthur Ashe, americký tenista (* 10. července 1943)
- 10. února – Maurice Bourgès-Maunoury, francouzský premiér (* 19. srpna 1914)
- 17. února – Hans Baur, německý pilot, Hitlerův osobní pilot (* 19. červen 1897)
- 20. února – Ferruccio Lamborghini, italský průmyslník, zakladatel firmy Lamborghini (* 28. dubna 1916)
- 21. února – Inge Lehmannová, dánská seismoložka a geofyzička (* 13. května 1888)
- 24. února – Bobby Moore, anglický fotbalista (* 12. dubna 1941)
- 26. února – Beaumont Newhall, americký historik umění a fotograf (* 22. června 1908)
- 27. února – Lillian Gishová, americká herečka (* 14. října 1893)
- 03. března – Albert Sabin, americký imunolog, vynálezce vakcíny proti obrně (* 26. srpna 1906)
- 05. března – Cyril Collard, francouzský režisér, herec a hudebník (* 19. prosince 1956)
- 07. března – Martti Johannes Larni, finský spisovatel (* 22. září 1909)
- 08. března – Billy Eckstine, americký jazzový zpěvák (* 8. července 1914)
- 09. března
  - Max August Zorn, americký matematik (* 6. června 1906)
  - Eduard Kneifel, evangelický duchovní církevní historik a skladatel duchovních písní (* 14. listopadu 1896)
  - Cyril Northcote Parkinson, britský důstojník, historik a spisovatel (* 30. července 1909)
- 11. března – Alina Centkiewiczowa, polská spisovatelka a cestovatelka (* 5. prosince 1907)
- 17. března – Helen Hayesová, americká filmová a divadelní herečka (* 10. října 1900)
- 20. března – Polykarp Kusch, americký fyzik (* 26. ledna 1911)
- 26. března – Reuben Fine, americký šachový velmistr (* 11. října 1914)
- 27. března
  - Clifford Jordan, americký jazzový saxofonista (* 2. září 1931)
  - Kamál Hasan Alí, premiér Egypta (* 18. září 1921)
- 29. března – Štefan Uher, slovenský režisér a scenárista (* 4. června 1930)
- 01. dubna
  - Jan Bourbonský, infant španělský (* 20. června 1913)
  - Ivan Maček, národní hrdina Jugoslávie (* 28. května 1908)
- 03. dubna – Viktor Avbelj, slovinský partyzán a politik (* 26. února 1914)
- 04. dubna – Alfred Mosher Butts, americký architekt, tvůrce hry Scrabble (* 13. dubna 1899)
- 07. dubna – Willi Meinck, německý spisovatel (* 1. dubna 1914)
- 10. dubna – Uberto Bonetti, italský malíř (* 31. ledna 1909)
- 13. dubna – César Chávez, americký aktivista mexického původu (* 31. března 1927)
- 17. dubna – Turgut Özal, turecký prezident (* 13. října 1927)
- 19. dubna – David Koresh, vůdce náboženského hnutí Davidánů (* 17. srpna 1958)
- 22. dubna – Bertus Aafjes, nizozemský spisovatel a básník (* 12. května 1914)
- 23. dubna – Daniel Jones, velšský hudební skladatel (* 7. prosince 1912)
- 29. dubna – Mick Ronson, britský rockový kytarista, zpěvák, skladatel (* 26. května 1946)
- 01. května – Pierre Bérégovoy, premiér Francie (* 23. prosince 1925)
- 04. května – Alexandr Titarenko, sovětský marxisticko-lenininský filosof (* 12. března 1932)
- 05. května – Irving Howe, americký literární kritik, historik a levicový politický aktivista (* 11. června 1920)
- 06. května – Vane Bor, srbský spisovatel (* 20. listopadu 1908)
- 07. května – Hap Sharp, americký automobilový závodník (* 1928)
- 22. května – Mieczysław Horszowski, polský klavírista (* 23. června 1892)
- 25. května – Buddhadása, thajský buddhistický filosof (* 27. května 1906)
- 28. května – Ugo Locatelli, italský fotbalista (* 5. února 1916)
- 30. května – Sun Ra, americký hráč na klávesové nástroje (* 22. května 1914)
- 05. června
  - Valentina Petrinská-Muchinová, ruská spisovatelka (* 7. února 1909)
  - Conway Twitty, americký zpěvák a kytarista (* 1. září 1933)
- 13. června – Donald Slayton, astronaut USA (* 1. března 1924)
- 15. června
  - James Hunt, britský pilot Formule 1, mistr světa z roku 1976 (* 29. srpna 1947)
  - John Connally, ministr financí USA (* 27. února 1917)
- 19. června – William Golding, anglický spisovatel (* 19. září 1911)
- 21. června – Frantz Casseus, haitský kytarista a hudební skladatel (* 14. prosince 1915)
- 22. června – Pat Nixonová, manželka 37. prezidenta USA Richarda Nixona (* 16. března 1912)
- 24. června – Archie Williams, americký olympijský vítěz v běhu na 400 metrů z roku 1936 (* 1. května 1915)
- 28. června
  - Boris Christov, bulharský operní pěvec, bas (* 18. května 1914)
  - GG Allin, americký punkrockový zpěvák a skladatel (* 29. srpna 1956)
- 01. července – Pia Leśniewska, 2. generální představená Kongregace sester uršulinek Srdce Ježíše Umírajícího (* 24. června 1898)
- 04. července – Alston Scott Householder, americký matematik a biolog (* 5. května 1904)
- 07. července – Rıfat Ilgaz, turecký básník, a spisovatel (* 24. dubna 1911)
- 08. července – Henry Hazlitt, americký filosof, ekonom a novinář (* 28. listopadu 1894)
- 09. července – Antun Šoljan, chorvatský spisovatel (* 1. prosince 1932)
- 13. července – Theodore Victor Olsen, americký spisovatel westernů (* 25. dubna 1932)
- 22. července
  - Piero Heliczer, italský filmový režisér, herec a básník (* 20. června 1937)
  - Pavel Koyš, slovenský a československý básník, politik (* 8. ledna 1932)
- 30. července
  - Edward Bernard Raczyński, polský prezident v exilu (* 19. prosince 1891)
  - Edward Ellsworth Jones, americký psycholog (* 11. srpna 1927)
- 31. července
  - Baudouin I. Belgický, král Belgie, vévoda brabantský (* 7. září 1930)
  - Lola Álvarez Bravo, mexická fotografka (* 3. dubna 1907)
- 02. srpna – Guido del Mestri, italský kardinál (* 13. ledna 1911)
- 04. srpna – Kenny Drew, americký jazzový pianista (* 28. srpna 1928)
- 05. srpna – Eugen Suchoň, slovenský hudební skladatel (* 25. září 1908)
- 15. srpna – Patricia St. John, britská spisovatelka a misionářka (* 5. dubna 1919)
- 23. srpna
  - Ofira Navonová, izraelská psycholožka, manželka prezidenta Jicchaka Navona (* 21. ledna 1936)
  - Edvard Ravnikar, slovinský architekt (* 4. prosince 1907)
- 28. srpna – Edward Palmer Thompson, britský historik a spisovatel (* 3. února 1924)
- 31. srpna – Siegfried Schürenberg, německý filmový herec (* 12. ledna 1923)
- 07. září – Christian Metz, francouzský filmový teoretik (* 12. prosince 1931)
- 20. září – Erich Hartmann, německý stíhací pilot, nejúspěšnější stíhač historie (* 1922)
- 26. září – Nina Berberová, ruská spisovatelka (* 8. srpna 1901)
- 27. září – Fraser MacPherson, kanadský jazzový saxofonista (* 10. dubna 1928)
- 04. října – Jerzy Broszkiewicz, polský spisovatel a dramatik (* 6. června 1922)
- 05. října – Karl Henize, americký astronaut (* 17. října 1926)
- 07. října
  - Cyril Cusack, irský herec (* 26. listopadu 1910)
  - Hans Liebherr, německý průmyslník a vynálezce (* 1. dubna 1915)
- 28. října – Jurij Michajlovič Lotman, sovětský sémiotik (* 28. února 1922)
- 31. října
  - Anatole Saderman, argentinský fotograf (* 6. března 1904)
  - Federico Fellini, italský filmový režisér a scenárista (* 20. ledna 1920)
  - River Phoenix, americký herec (* 23. srpna 1970)
- 01. listopadu – Severo Ochoa, španělsko-americký lékař a biochemik, Nobelova cena za fyziologii a medicínu 1959 (* 24. září 1905)
- 03. listopadu – Lev Sergejevič Těrmen, ruský fyzik a vynálezce (* 15. srpna 1896)
- 08. listopadu – Andrej Nikolajevič Tichonov, ruský matematik a geofyzik (* 30. října 1906)
- 14. listopadu – Ja'akov Šimšon Šapira, ministr spravedlnosti Izraele (* 11. dubna 1902)
- 16. listopadu – Lucia Poppová, slovenská operní zpěvačka (* 12. listopadu 1939)
- 22. listopadu
  - Anthony Burgess, britský spisovatel, hudební skladatel a klavírista (* 25. února 1917)
  - Karl Scheit, rakouský kytarista, loutnista a hudební pedagog (* 21. dubna 1909)
  - Taťjana Nikolajeva, ruská klavíristka, hudební skladatelka (* 4. května 1924)
- 24. listopadu – Albert Collins, americký bluesový zpěvák a kytarista (* 1. října 1932)
- 28. listopadu – Joe Kelly irský automobilový závodník (* 13. březen 1913)
- 01. prosince – Lynette Davies, velšská divadelní, televizní a filmová herečka (* 18. října 1948)
- 02. prosince – Pablo Escobar, největší kolumbijský drogový baron (* 1. prosince 1949)
- 04. prosince – Frank Zappa americký kytarista, zpěvák a hudební skladatel (* 21. prosince 1940)
- 06. prosince – Don Ameche, americký herec (* 31. května 1908)
- 07. prosince
  - Félix Houphouët-Boigny, prezident Pobřeží slonoviny (* 18. října 1905)
  - Wolfgang Paul, německý fyzik (* 10. srpna 1913)
- 08. prosince – Jevgenij Minajev, sovětský vzpěrač, olympijský vítěz (* 21. května 1933)
- 09. prosince – Danny Blanchflower, severoirský fotbalista (* 10. února 1926)
- 10. prosince – Maroun Bagdadi, libanonský režisér a scenárista (* 21. ledna 1950)
- 12. prosince – József Antall, premiér Maďarska (* 8. dubna 1932)
- 16. prosince – Kakuei Tanaka, premiér Japonska (* 4. května 1918)
- 19. prosince – Michael Clarke, americký bubeník (* 3. června 1946)
- 20. prosince – W. Edwards Deming, americký statistik (* 14. října 1900)
- 21. prosince – Margarita Nikolajevová, sovětská sportovní gymnastka, olympijská vítězka (* 23. září 1935)
- 24. prosince – Norman Vincent Peale, americký protestantský kazatel a spisovatel (* 31. května 1898)
- 25. prosince
  - Ann Ronell, americká hudební skladatelka a textařka (* 28. prosince 1906)
  - Pierre Auger, francouzský fyzik (* 14. května 1899)
- 28. prosince – Rigmor Dahl Delphin, norský fotograf (* 9. října 1908)
- 31. prosince
  - Brandon Teena, zavražděný americký transgender muž (* 1972)
  - Zviad Gamsachurdia, vědec, spisovatel, disident a první prezident Gruzie (* 31. března 1939)

## Hlavy států
Evropa:
- Belgie – Albert II. Belgický (král od 9. srpna 1993)
- Česko – Václav Havel
- Finsko – Mauno Koivisto
- Francie – François Mitterrand
- Island – Vigdís Finnbogadóttir
- Itálie – Oscar Luigi Scalfaro
- Maďarsko – Árpád Göncz
- Německo – Richard von Weizsäcker
- Polsko – Lech Wałęsa
- Portugalsko – Mário Alberto Nobre Lopes Soares
- Rakousko – Thomas Klestil
- Rumunsko – Ion Iliescu
- Rusko – Boris Jelcin
- Řecko – Constantine Karamanlis
- Slovensko – Michal Kováč (od 2. března 1993)
- Spojené království – Alžběta II.
- Švýcarsko – Adolf Ogi
- Španělsko – Juan Carlos I.
- Ukrajina – Leonid Kravčuk
- Vatikán – Jan Pavel II.

Severní Amerika:
- Spojené státy americké – George H. W. Bush (do 20. ledna 1993); Bill Clinton (od 20. ledna 1993)
- Kanada – Alžběta II.

Asie:
- Izrael – Chajim Herzog, Ezer Weizman